# Oinlasi (Kie)
Oinlasi is een bestuurslaag in het regentschap Timor Tengah Selatan van de provincie Oost-Nusa Tenggara, Indonesië. Oinlasi telt 1958 inwoners (volkstelling 2010).